# Energia no Maranhão

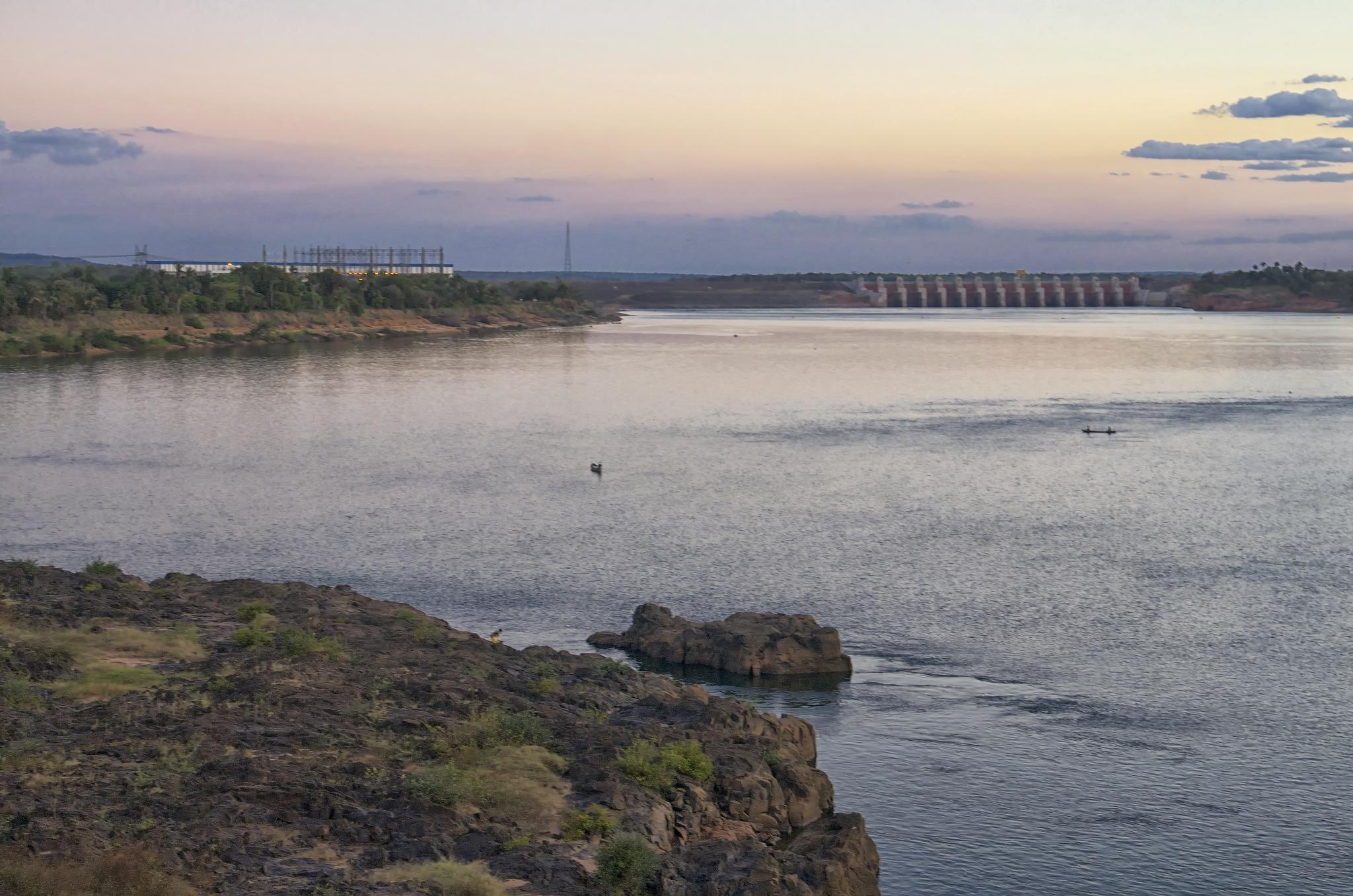
Usina Hidrelétrica de Estreito

Inicialmente, o Maranhão recebia energia a partir de dois sistemas operacionais: Companhia Hidrelétrica de São Francisco, através da Hidrelétrica de Boa Esperança (PI) no rio Parnaíba; e Centrais Elétricas do Norte do Brasil S/A, através da Hidrelétrica de Tucuruí (PA) no rio Tocantins, fornecedora da energia para o Projeto Grande Carajás, inclusive a cidade de São Luís.
Entretanto, a partir da década de 2010, buscou-se diversificar a matriz energética maranhense e o estado também conta com usinas próprias: 5 usinas com capacidade total de 1.428 MW, utilizando gás natural; 2 usinas com capacidade de 330 MW, utilizando óleo combustível; 1 usina com capacidade de 360 MW, utilizando carvão mineral; 1 usina com capacidade de 354 MW, utilizando biomassa, e uma usina hidráulica com capacidade de 1.092 MW. Atualmente, o estado produz mais energia do que consome.
Por sua posição geográfica, o Maranhão se constitui como um dos estados mais promissores na geração de energia limpa, com baixo impacto sobre o meio ambiente, apresentando grande potencial energético a partir de fontes solar, eólica, biomassa e maremotriz. O estado é auto suficiente em energia, desenvolve as cadeias produtivas e investe cada vez mais em tecnologia e conhecimento.
A energia elétrica no Maranhão é distribuída pela Equatorial Maranhão. 

## Hidrelétrica

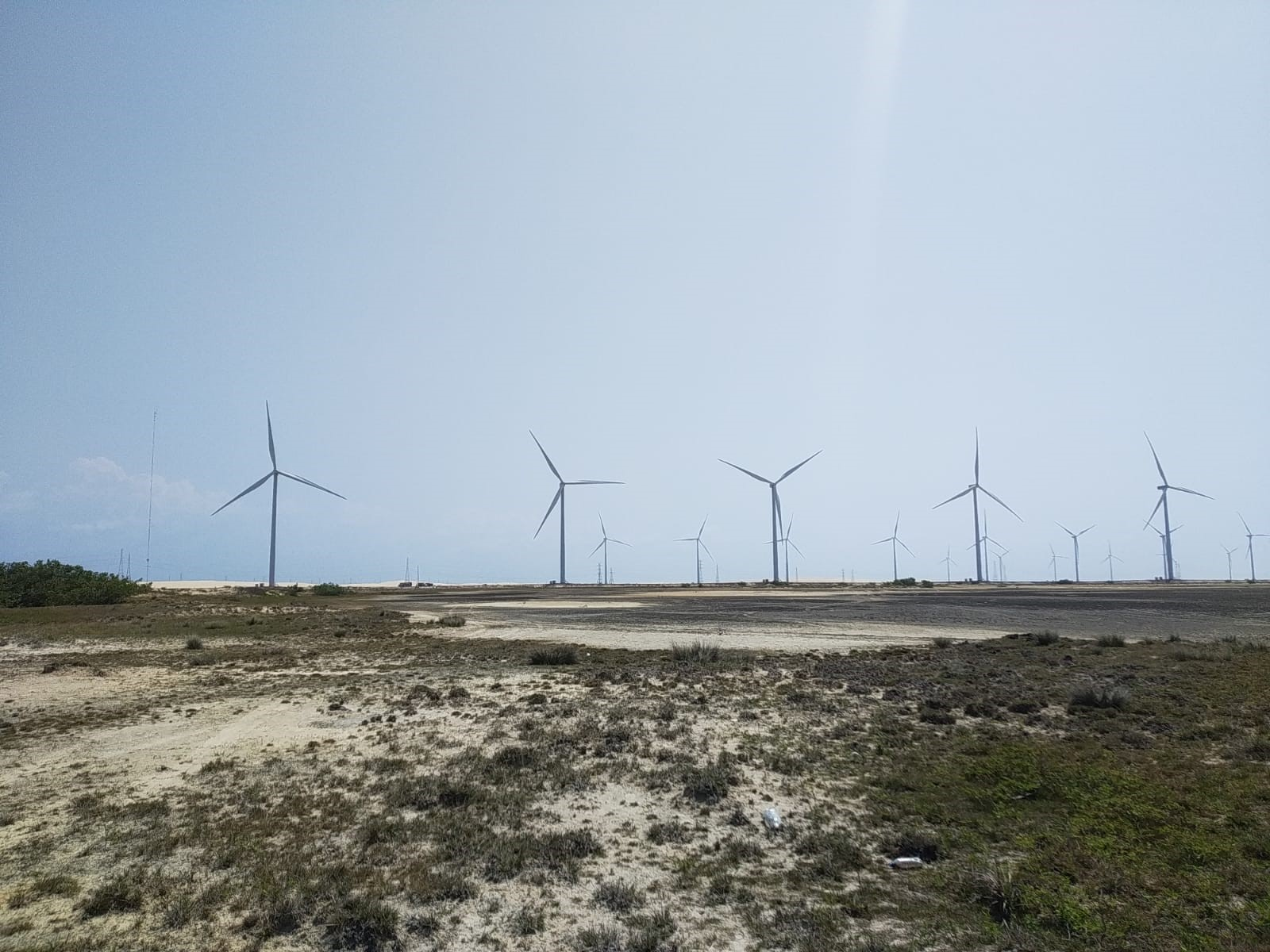
Parque eólico em Paulino Neves.

A Usina Hidrelétrica de Estreito é capaz de gerar até 1.092 MW de potência, suficiente para atender a demanda de uma cidade com 4 milhões de habitantes, embora a energia média gerada seja de 641,1 MW. Localizada no rio Tocantins, em Estreito. Há ainda potencial hidrelétrico no rio Tocantins e na bacia do rio Parnaíba.
A usina é operada pelo Consórcio Estreito Energia (CESTE), formado pelas empresas Engie (40,07%), Vale (30%), Alcoa (25,49%) e InterCement (4,44%).
A área do reservatório é de 555 quilômetros quadrados, com uma queda nominal de 18,94 metros. envolvendo parte de 12 municípios nos estados do Maranhão e Tocantins. Seu reservatório pode acumular um volume de água de até 5,4 bilhões de metros cúbicos.
Na margem direita, em Estreito, no Maranhão, a geração possui oito turbinas. Na esquerda, em Aguiarnópolis e Palmeiras, no Tocantins, foi construído ao mesmo tempo o vertedouro com 14 comportas. A energia gerada em Estreito é levada para Imperatriz, no Maranhão, por uma linha de transmissão, de onde é distribuída para outras regiões do País.

## Eólica

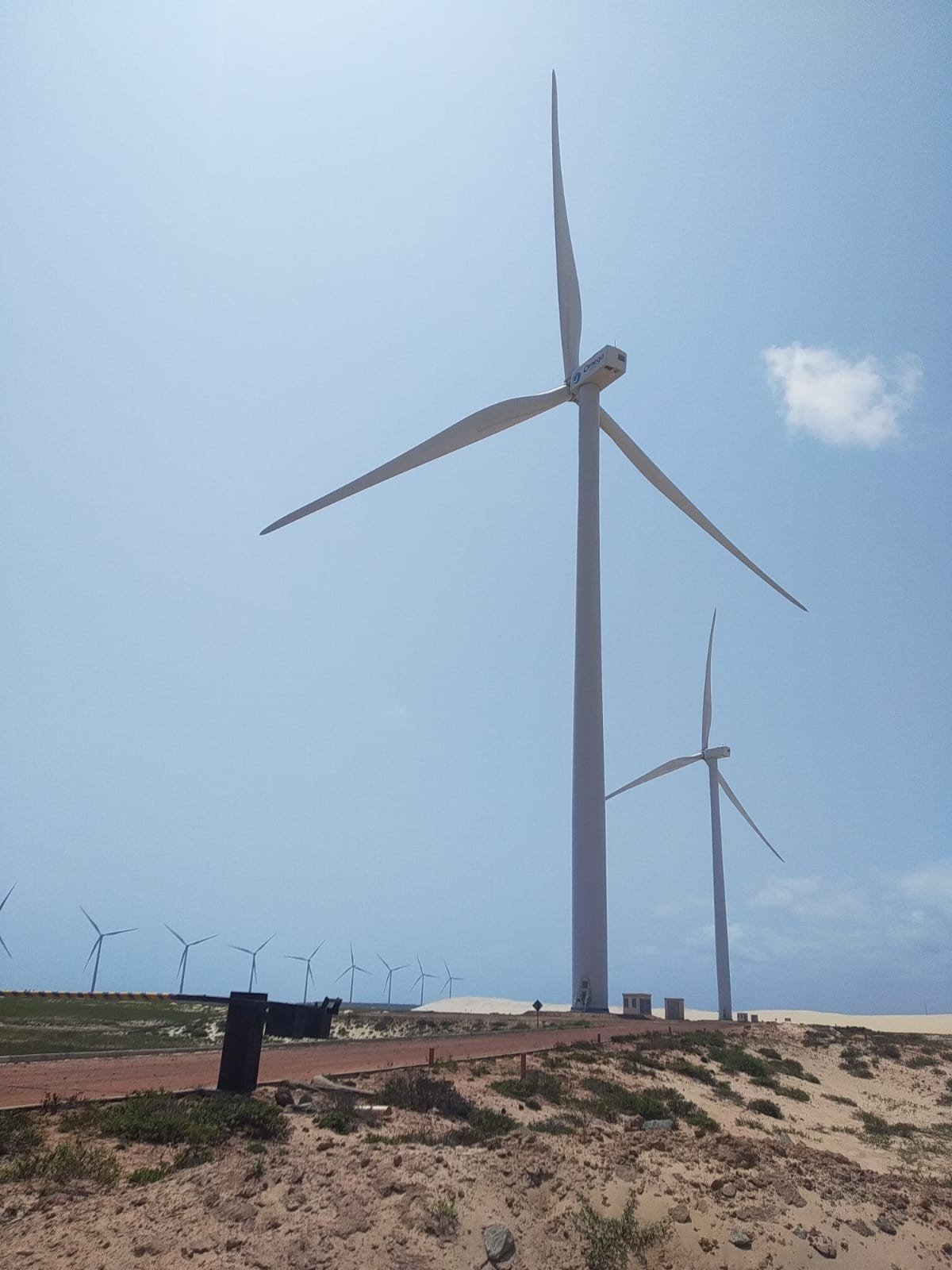
Aerogeradores em Paulino Neves.

O Complexo Eólico Delta 3 é o maior complexo dessa modalidade energética no estado. O complexo possui uma capacidade conjunta de produção de 221 megawatts e fica localizado em Barreirinhas e Paulino Neves.
Entre dezembro de 2018 e janeiro de 2019, entraram em operação as usinas Delta 5 I (27 MW), Delta 5 II (27 MW), Delta 6 I (24,3 MW) e Delta 6 II (29,7 MW), localizadas em Paulino Neves, totalizando 108 MW de capacidade.
Em outubro e novembro de 2019, entraram em operação as usinas Delta 7 I (27 MW), Delta 7 II (35,1 MW) e Delta 8 I (35,1 MW), em Paulino Neves, acrescentando mais 97 MW de capacidade.
Há novos projetos de instalação de usinas eólicas, aproveitando o potencial do litoral.

## Termelétrica
O parque termelétrico do Maranhão coloca o estado como o 4º maior produtor de energia termelétrica do Brasil.
As principais usinas termelétricas do estado são as cinco usinas termelétricas do Complexo Parnaíba, movidas a gás natural, com potencial de 1428 MW; duas usinas termelétricas em Miranda do Norte (330 MW), movidas a óleo combustível; uma usina no Porto do Itaqui, em São Luís (360 MW), movida a carvão mineral; e usina de biomassa da Suzano Papel e Celulose (254 MW), em Imperatriz, além de outros empreendimentos.

### Complexo Termelétrico Parnaíba
A exploração de gás na Bacia do Parnaíba tem capacidade de produzir 8,4 milhões de m³ de gás por dia, explorados pela empresa Eneva, com a implantação de 153 km de gasodutos, ao custo do investimento de R$ 9 bilhões.
O gás é utilizado na geração de energia. Com 1,4 GW de capacidade instalada, o Complexo Termelétrico Parnaíba é a segunda maior termelétrica a gás natural do país.
O parque é dividido em: UTE Maranhão III, com capacidade instalada de 519 MW; UTE Maranhão IV, com capacidade instalada de 337,6 MW e UTE Maranhão V, com capacidade instalada de 337,6 MW, inauguradas em fevereiro e março de 2013, respectivamente; UTE Nova Venecia, com capacidade instalada de 176 MW, inaugurada em outubro de 2013; UTE Parnaíba IV, com capacidade instalada de 56 MW, inaugurada em dezembro de 2013.

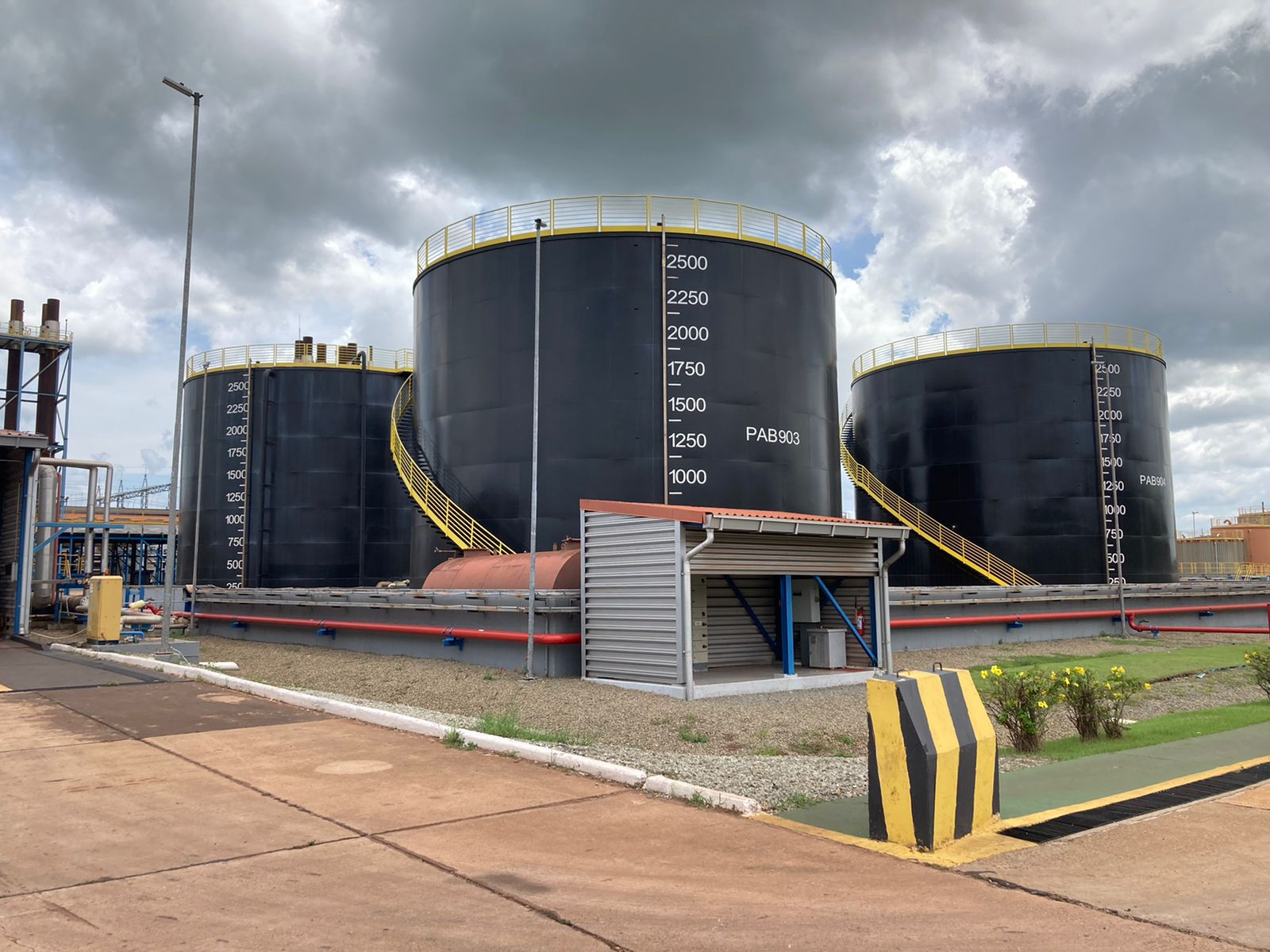
Tanques de óleo que é usado como combustível na Usina Termelétrica Gera Maranhão

### Usina Termelétrica Gera Maranhão
A Usina Termelétrica Gera Maranhão é um parque térmico de geração de energia, situado em Miranda do Norte, a 120 km de São Luís, no Maranhão.
Possui duas plantas gêmeas (Geramar I e Geramar II) que utilizam óleo combustível, com capacidade de 165 MW cada uma, potência suficiente para abastecer toda a ilha de Upaon-açu (São Luís), em um total de 330 MW.

### Usina Termelétrica Porto do Itaqui
Usina Termelétrica Porto do Itaqui  tem capacidade instalada de 360 MW, sendo movida a carvão mineral.
Fica localizada a 5 km do Porto do Itaqui e utiliza a logística portuária para receber o carvão mineral e assim produzir energia. No berço 101 do Porto do Itaqui, há um descarregador de navios conectado a uma correia transportadora que leva o carvão até a usina.

### Usina Termelétrica Suzano Maranhão

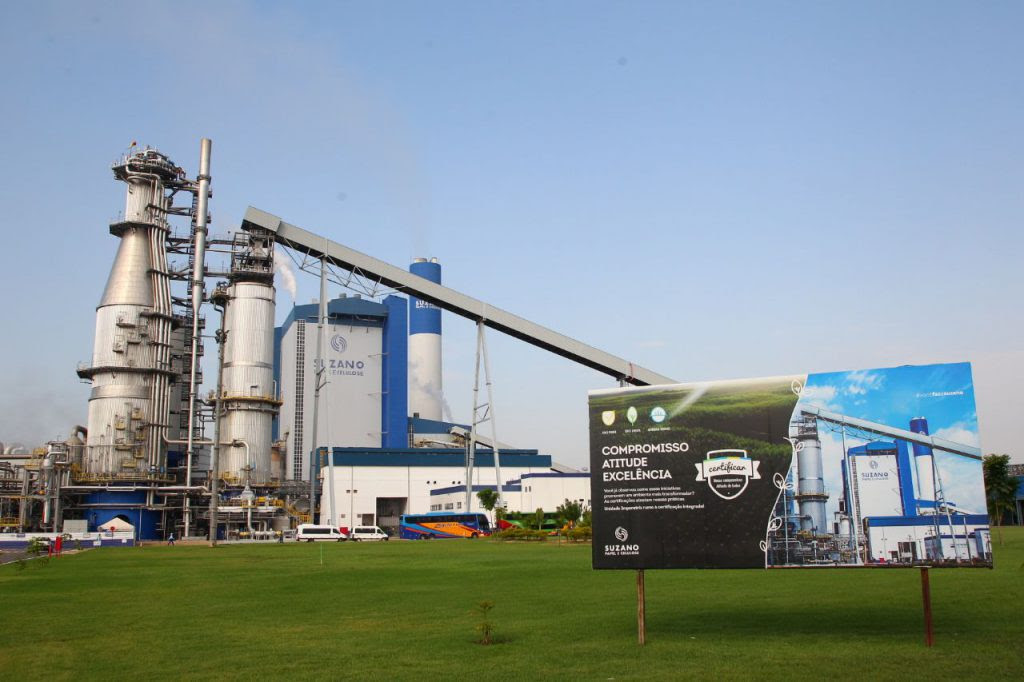
Fábrica da Suzano em Imperatriz.

A Usina Termelétrica Suzano Maranhão é uma usina termelétrica movida a biomassa, localizada na cidade de Imperatriz, no Maranhão.
Pertencente à Suzano Papel e Celulose, fornece energia à sua fábrica em Imperatriz, que tem capacidade anual de produção de 1,65 milhão de toneladas de celulose.
Foi inaugurada em abril de 2014.
A UTE Suzano Maranhão tem capacidade de gerar 254,84 MW, funcionando em regime de autoprodução. Desse modo, é capaz de gerar energia elétrica para o uso próprio, abastecer o pólo químico para a produção de clorato de sódio, dióxido de cloro e oxigênio, e ainda exportar, ao Sistema Interligado Nacional, 100 MW excedentes.

## Matriz energética

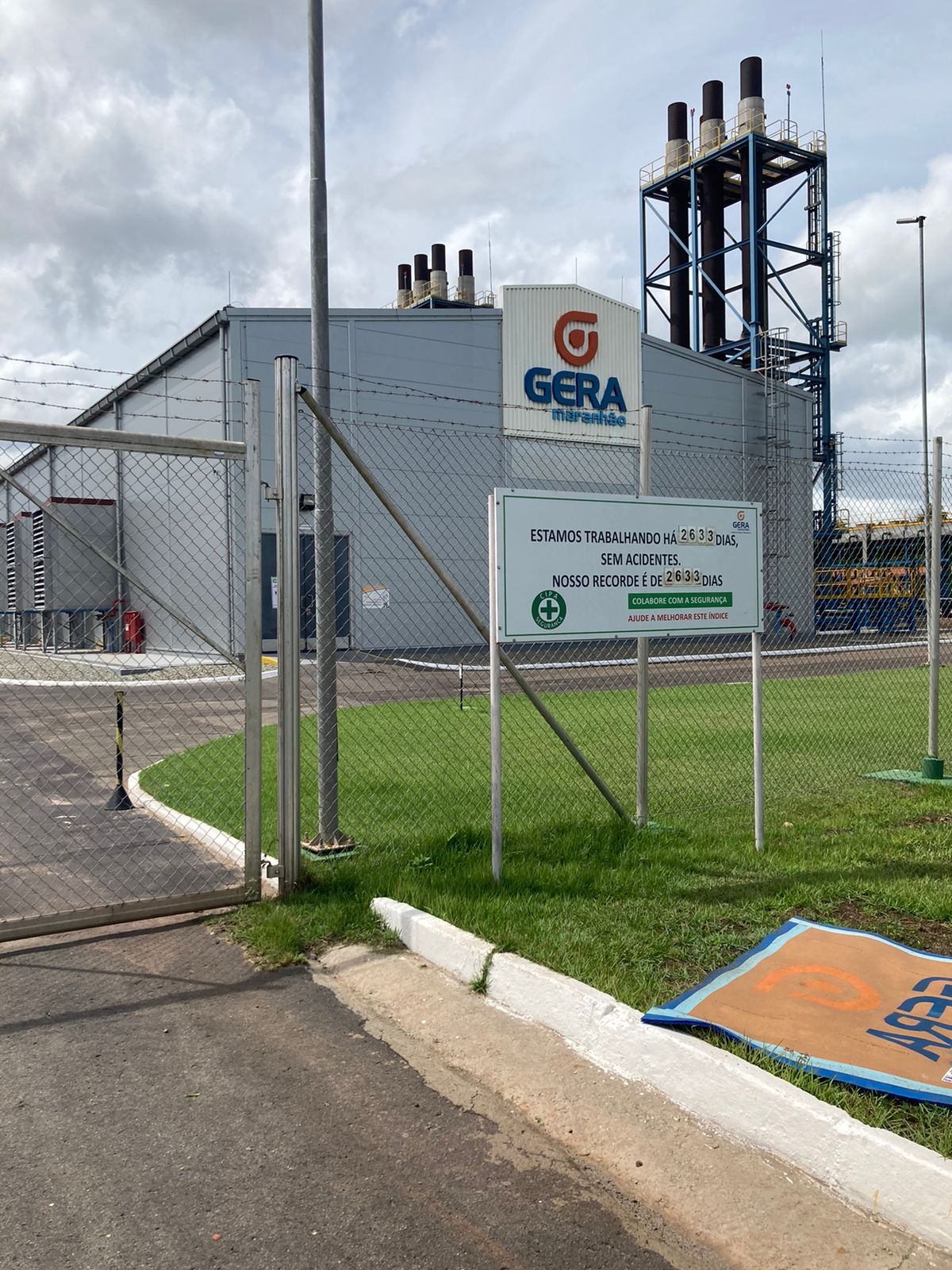
Usina Termelétrica Gera Maranhão

Abaixo estão listadas as principais fontes geradoras da matriz energética maranhense e sua capacidade instalada:
| Tipo                     | Potência outorgada | Potência fiscalizada | Un. | %     |
| ------------------------ | ------------------ | -------------------- | --- | ----- |
| Usina Termelétrica (UTE) | 2.978 MW           | 2.495 MW             | 29  | 66,31 |
| Parque Eólico (EOL)      | 426 MW             | 426 MW               | 16  | 9,48  |
| Usina Solar (UFV)        | 0,262 MW           | 0,262 MW             | 3   | 0,01  |
| Hidrelétrica (UHE)       | 1.087 MW           | 1.087 MW             | 1   | 24,20 |

## Potencial energético maremotriz
O Maranhão possui uma das maiores variações de maré do mundo,  o que influencia diretamente na formação do ambiente do litoral maranhense. A proximidade do Equador e a configuração do relevo favorecem a amplitude das marés, que alcançam até 7,2 m nas marés de sizígias e penetram os leitos dos rios causando influências até cerca de 150 km do litoral.
No entanto, em 75% do tempo, a amplitude máxima fica inferior a 5,5 metros.(com média de 4,9 m de amplitude).
Há potencial para exploração da energia maremotriz no estado da ordem de 8 GW.
Estudos apontaram ainda no Maranhão duas áreas potenciais de maremotriz: a Baía de Turiaçu, que apresenta um dos maiores potenciais maremotrizes do litoral brasileiro, com mais de 3,4 GW de potencial disponível e é uma região rica em estuários, além de apresentar marés de até 7 m (propícias para este tipo de exploração energética) e o Estuário do Bacanga, situado na cidade de São Luís.